# Мултиспектрални снимак
Мултиспектрално снимање је техника која је првобитно развијена за сателитско снимање. Овом врстом снимања може се забележити светлост чија је фреквенција изван видљивог дела спектра, као што је нпр. инфрацрвени део спектра. То омогућава добијање додатних информација, која људско око, са својим рецепторима за црвену, зелену и плаву боју, не може регистровати. 
Мултиспектрални снимци су главни типови снимака које снимају сензори у даљинској детекцији. Они имају супротне карактеристике у односу на панхроматске снимке. Обично сателити имају 3 до 7 или више сензора (Ландсат има 7). Сваки од њих снима једну дигиталну слику (које се у даљинској детекцији називају снимци) у малом опсегу таласних дужина видљивог дела електромагнетског спектра. Тај опсег варира од 0.7 до 0.4 μm и назива се РГБ (од red-green-blue – црвено-зелено-плаво), и иде ка таласним дужинама инфрацрвеног дела спектра, од 0.7 до 10 и више μm. Овај део спектра подељен је на три дела: NIR-Near InfraRed (блиски инфрацрвени), MIR-Middle InfraRed (средњи инфрацрвени) и FIR-Far InfraRed (далеки инфрацрвени, односно термални). Код Ландсат сателита постоји 7 снимака, од 7 канала у мултиспектралном снимку. 

## Спектрални канали
Таласне дужине су приближне, тачна вредност зависи од одређених инструмената на сателитима:
- Плави, 450 – 520 nm, користи се за снимање атмосфере и дубоке воде. Може достићи дубину од 46 m у бистрој води;
- Зелени, 515 – 600 nm, користи се за снимање вегетације и подводних структура, до 27 m у бистрој води;
- Црвени, 600 – 690 nm, користи се за снимање вештачких објеката, воде, до дубине од 9.1 m, земљишта и вегетације;
- Блиски инфрацрвени, 750 – 900 nm, првенствено за снимање вегетације;
- Средњи инфрацрвени, 1550 – 1750 nm, за снимање вегетације и садржаја влаге у земљишту;
- Средњи инфрацрвени, 2080 – 2350 nm, за снимање земљишта, влаге, геолошких карактеристика, силиката, глина;
- Термални инфрацрвени, 10400 – 12500 nm, користи емитовану енергију објеката, користи се за снимање геолошких структура, термалних разлика у воденим токовима, као и за ноћна проучавања;
- Радар и сличне технологије, користи се за картирање терена и детекцију различитих објеката.

## Коришћење спектралних канала
С обзиром на различите потребе истраживања, могу се користити различите комбинације спектралних канала. Те комбинације су обично комбинације црвеног, зеленог и плавог канала. Коришћење канала зависи од потребе истраживања, као и личних особина интерпретатора. 
Термални инфрацрвени канал се обично искључује из разматрања због слабе резолуције, осим за специјалне потребе. 
- Праве боје. Комбинација црвеног, зеленог и плавог канала (тим редоследом). Представља класичну фотографију у боји. Добри су за анализирање вештачких објеката. Једноставни су за коришћење, чак и од стране интерпретатора почетника.
- Зелени-црвени-инфрацрвени. Код ове комбинације је плави канал замењен инфрацрвеним. На овом колоркомпозитном снимку је вегетација, која рефлектује зраке из блиског инфрацрвеног подручја, приказана плавом бојом. Ова комбинација се обично користи за детекцију вегетације.
- Плави-блиски инфрацрвени-средњи инфрацрвени. Плави канал користи видљиву плаву и зелену боју и блиско инфрацрвено подручје (па вегетација остаје зелена), док је средњи инфрацрвени део приказан црвеном бојом. Овакви колоркомпозитни снимци омогућују истраживање дубоких делова воде, вегетације, влаге у земљишту.

Користе се и многе друге комбинације. Блиски инфрацрвени део је приказан црвеном бојом, па се и вегетација на таквим снимцима јавља у црвеној боји.